# Rosario Harriott
Pour les articles homonymes, voir Rosario et Harriott.
Rosario Harriott, né le 26 septembre 1989 en Jamaïque, est un joueur de football international jamaïcain, qui évolue au poste de défenseur.

## Biographie

### Carrière en sélection
Harriott joue son premier match en équipe de Jamaïque le 13 octobre 2015, en amical contre la Corée du Sud (défaite 3-0). Il marque son premier but le 26 juin 2017, contre l'équipe de Curaçao, à l'occasion de la finale de la Coupe caribéenne des nations 2017 (défaite 1-2).

#### Buts internationaux
|    | Date         | Lieu                                            | Adversaire | Résultat | Compétition                                    |
| -- | ------------ | ----------------------------------------------- | ---------- | -------- | ---------------------------------------------- |
| 1. | 26 juin 2017 | Stade Pierre-Aliker, Fort-de-France, Martinique | Curaçao    | 1-2      | Finale de la Coupe caribéenne des nations 2017 |

## Palmarès
- Champion de Jamaïque en 2012 et 2018 avec le Portmore United